# Carsten Spengemann

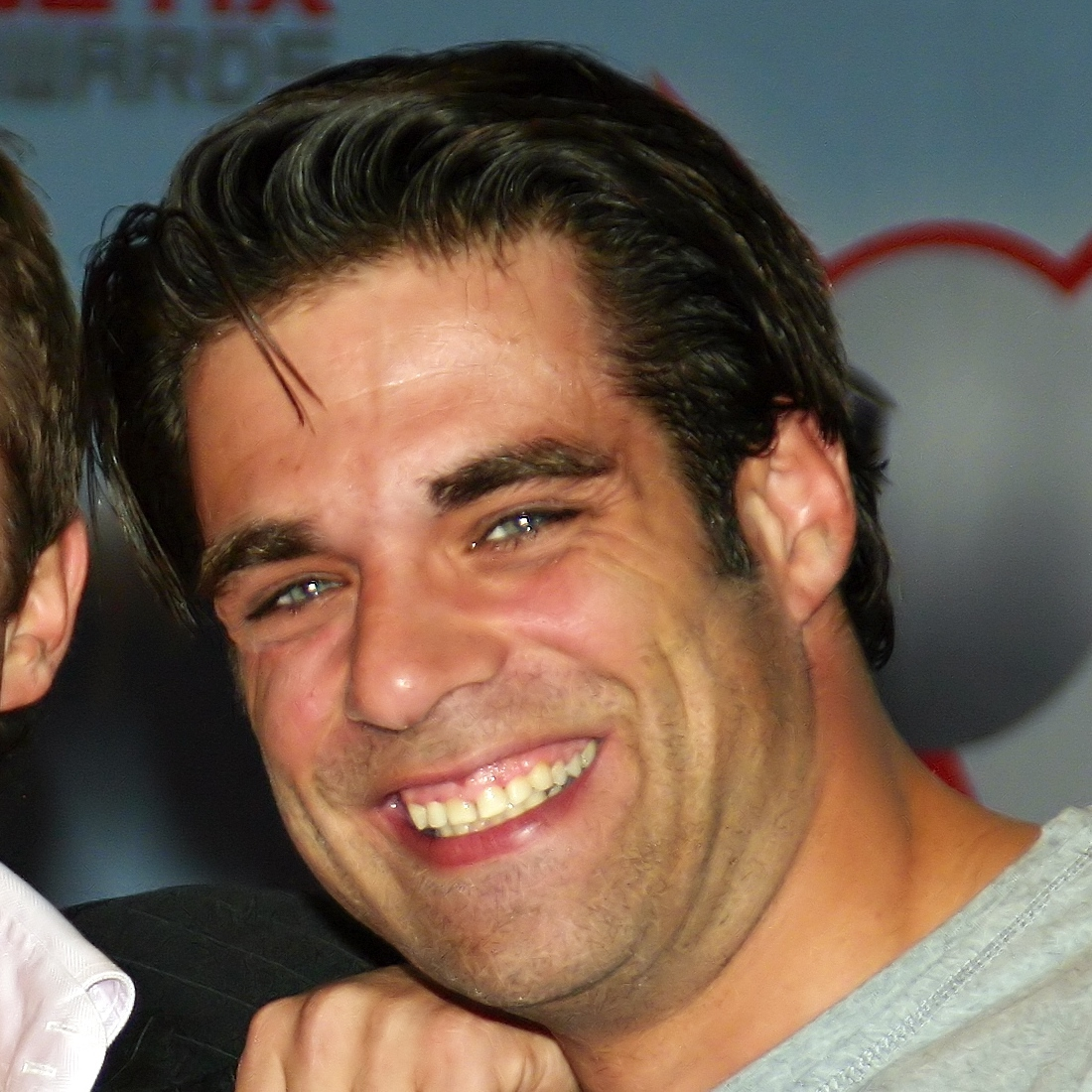
Carsten Spengemann (2008)

Unterschrift von Carsten Spengemann

Carsten Herbert Christian Franz Michael Spengemann (* 6. September 1972 in Hamburg) ist ein deutscher Schauspieler, Podcaster und Fernsehmoderator. Bekannt wurde er unter anderem als Darsteller in der Seifenoper Verbotene Liebe (1999–2003) und als Moderator der Castingshow Deutschland sucht den Superstar (2002–2004) bei RTL.

## Leben
Carsten Spengemann war bereits auf dem von ihm besuchten Hamburger Gymnasium in einer Theatergruppe aktiv. Laut eigenen Angaben entschied er sich dann für den Schauspielberuf und nahm Schauspielunterricht in New York City und Miami. Wieder zurück in Deutschland hatte er zunächst Auftritte in Werbespots und dann u. a. in den Serien Polizeiruf 110, St. Angela und Unter uns. Von 1999 bis 2003 spielte er in Verbotene Liebe die Rolle des Bodyguards Mark Roloff. Zusätzlich hatte er Auftritte auf verschiedenen Theaterbühnen in Hamburg.
Im Jahr 2002 war Spengemann 86 Tage lang mit der Moderatorin Anna Heesch verheiratet. Das bereits seit 2000 liierte Paar trennte sich im Streit.
Spengemann behauptete 2003 gegenüber den Medien: „Meine Oma Edith vertraute unserer Familie mit 91 auf dem Sterbebett an, dass meine Mutter Marianne 1942 aus einer Liebesbeziehung mit Hans Albers stammt.“ Damit machte er sich zu Albers’ Enkel.
2003 wurde Spengemann durch das Landgericht Hamburg wegen Diebstahls zu einer Geldstrafe von 40.000 Euro (80 Tagessätze à 500 Euro) verurteilt. Ihm wurde vorgeworfen, den Cartier-Ring einer Ex-Geliebten nach einer gemeinsamen Liebesnacht unterschlagen zu haben. Spengemann bestritt die Tat, verzichtete aber auf Rechtsmittel und akzeptierte die Strafe.
2009 war Spengemann Pate für die Initiative „Retten macht Schule“, ein Projekt der Björn-Steiger-Stiftung.
Zusammen mit Ikke Hüftgold veröffentlichte Spengemann im Mai 2015 die Single Salz auf die Eier.
Von Anfang 2017 bis Herbst 2017 trainierte Spengemann, der seit seiner Jugend selbst American Football spielte, als Defensive Coordinator die Hamburg Ravens, gab seinen Posten dann aber vor Ende der Saison wieder auf.
Von 2017 bis 2022 kommentierte Spengemann für ran NFL Spiele der US-amerikanischen American-Football-Profiliga NFL und der US-amerikanischen College-Football-Liga.

## Fernsehpräsenz
Schauspieler
- 1998: Unter uns (Episode 1833)
- 1999: T.V. Kaiser (Folge: Hör auf, Du machst unsere Familie kaputt!)
- 1999–2003: Verbotene Liebe (Episoden 1104–1899)
- 2003: Die Wache (Folge: Katzenjammer)
- 2003: Bei aller Liebe (Folge: Susan im freien Fall)
- 2004: Beauty Queen (4 Episoden)
- 2004: Hai-Alarm auf Mallorca
- 2005: Schulmädchen (Folge: Teppichluder)
- 2005: Hausmeister Krause (Folge: Samenraub, Rolle: Thorsten Spengelmann)
- 2011: Küstenwache (Folge: Eiskalte Engel)
- 2014: Promi Shopping Queen
- 2016: Deutschland, Deine Promis!; Moderationen
- 2017–2022: ran NFL, Kommentator
- 2024: Wo die Liebe hinfällt (VOX)

Gemeinsam mit Michelle Hunziker moderierte Spengemann zwischen 2002 und 2004 die ersten zwei Staffeln der Castingshow Deutschland sucht den Superstar bei RTL. In den späteren Staffeln wurde er durch Marco Schreyl ersetzt. Seit Februar 2013 moderiert Spengemann eine Personality-Show bei Radio Reeperbahn. 2014 wurde er kurzzeitig auch Moderator bei Pearl.tv. Der Sender entfernte jedoch Anfang Oktober 2014 sämtliche Hinweise auf den Moderator von seinen Internet- und Facebook-Seiten. Am 29. Januar 2015 einigten sich Spengemann und die EnStyle GmbH als Produktionsfirma von Pearl.tv vor dem Arbeitsgericht Freiburg auf eine einvernehmliche Trennung zum 31. Oktober 2014 und eine Zahlung von 7500 Euro für ausstehende Honorare.
Weitere Auftritte
- In einem Boxkampf in der Sendung RTL Promiboxen am 17. Mai 2003 unterlag Spengemann gegen Detlef Soost.[16]
- Im Oktober 2004 nahm er an der zweiten Staffel der Reality-Show Ich bin ein Star – Holt mich hier raus! bei RTL als Bewohner des sogenannten Dschungelcamps teil.
- In der ProSieben-Rankingshow Die 100 nervigsten Deutschen wurde Spengemann von den Zuschauern per Internetvoting für das Jahr 2003 auf Platz 7 gewählt, für 2004 auf Platz 9.
- Am 17. Januar 2008 trat er als Ersatz für Bürger Lars Dietrich bei der ProSieben-Show Stars auf Eis an.
- Im Sommer 2010 war er in der RTL-2-Sendung Tattoo Attack – Deutsche Promis stechen zu zu sehen, wie er sich tätowieren ließ.
- Vom 20. August bis 3. September 2011 nahm er bei der Reality-Sendung Die Alm – Promischweiß und Edelweiß auf Pro 7 teil und erreichte den dritten Platz.
- Vom 21. Juni bis zum 13. Juli 2013 trat er in den Liveshows bei Die Pool Champions - Promis unter Wasser an, bei denen verschiedene Disziplinen wie Synchronschwimmen und Turmspringen absolviert werden mussten.
- Am 1. August 2015 trat er in der Liveshow von Ich bin ein Star – Lasst mich wieder rein! an, bei der es um einen Platz im „Dschungelcamp“ 2016 ging.

## Podcast
Seit 2019 veröffentlicht Spengeman mit Mike Lothar Stiefelhagen den Podcast Die Pille für den Mann. Hierbei besprechen die beiden die Spiele und das Geschehen der NFL.

## Motorsport
- 2004: Porsche Supercup
- 2010: KTM X-Bow Battle – Class 2 (Platz 17)